# Revenge of the Alligator Ladies
Revenge of the Alligator Ladies es una comedia estrenada en 2013 codirigida por Jesús Franco y Antonio Mayans.
La cinta destaca por ser la última acreditada en la extensa filmografía de Jesús Franco quien falleció durante su rodaje. La película fue concluida por Mayans, a la sazón coproductor y protagonista principal de la misma, basándose en los 50 minutos de metraje dejados por Franco de su anterior proyecto Al Pereira vs. The Alligator Ladies.

## Trama
Al Pereira quedó tan decepcionado tras su última película, Al Pereira vs. The Alligator Ladies, que no quiere volver a trabajar con Jess Franco. No obstante el director insiste constantemente en embarcarle en un nuevo proyecto. Para colmo, Pereira no se libra de las Alligator Ladies, y además tiene que enfrentarse a nuevos problemas con su familia, con su fe religiosa y hasta con su propia sexualidad.

## Reparto
- Antonio Mayans - Al Pereira
- Jesús Franco - El director
- Irene Verdú - Alligator Lady
- Carmen Montes - Alligator Lady
- Paula Davis - Alligator Lady
- Luisje Moyano - Sal Pereira

## Producción
En febrero de 2012 Antonio Mayans recibió una llamada de Jesús Franco, con quien hacía 20 años de su última colaboración, para comunicarle el fallecimiento de su compañera Lina Romay. El cineasta, desubicado y sumido en una profunda crisis de soledad, le pidió que acudiera a visitarlo a Málaga. Mayans decidió que, para sacarle del marasmo sentimental, volviera a rodar con la ayuda del productor Ferrán Herranz que había reunido presupuesto para realizar un documental sobre la figura de Jesús Franco. Así surgió el proyecto Al Pereira vs. The Alligator Ladies en el que Franco, como en anteriores ocasiones de su trayectoria, se comprometió a rodar dos películas por el precio de una.
Diez días después del estreno de Al Pereira vs. The Alligator Ladies en cines Jesús Franco falleció dejando montado 50 minutos de metraje de la secuela, Revenge of the Alligator Ladies. Mayans entonces decidió finalizar la película con las tomas ya realizadas y nuevo material.

“Cuando le dije que, en el estreno de Al Pereira vs. Alligator Ladies, el público se lo pasaba en grande cachondeándose de la película, se entusiasmó y me dijo: ¡Vamos a rodar otras dos! Eran las tres de la tarde. A las siete le dio el ictus y cinco días después murió”
Antonio Mayans (Diario El País, 2014-10-03) 

## Recepción
La película obtiene en general críticas positivas en los portales de información cinematográfica. En IMDb, con 28 valoraciones, tiene una puntuación de 6,5 sobre 10.

"Revenge of the Alligator Ladies es de interés para los entusiastas de Jesús Franco, los historiadores del cine de culto y los coleccionistas como la mejor ilustración de la obsesión de Franco con el proceso de creación personal, mientras continúa enfrascándose en su trabajo hasta su muerte".
Crítica de Robert Monell en IMDB 